# Quinovose
Le quinovose est un désoxyose correspondant au 6-désoxyglucose.